# XO-3b
XO-3b ist ein Exoplanet, der den Stern XO-3 alle 3,19 Tage umkreist. Auf Grund seiner hohen Masse wird angenommen, dass es sich um einen Gasplaneten handelt.

## Entdeckung
Der Planet wurde von Christopher M. Johns-Krull et al. im Jahr 2007 entdeckt mittels Transitmethode.

## Umlauf und Masse
Der Planet umkreist seinen Stern in einer Entfernung von ca. 0,05 Astronomischen Einheiten und hat eine Masse von etwa 3800 Erdmassen bzw. 12 Jupitermassen. Sein Radius beträgt Schätzungen zufolge 85.000 Kilometer.